# Фънки Монкс
Фънки Монкс е фънк рок група от Варна, България. През лятото на 2015 г. четири момчета се събират и създават групата, с която свирят трибюти на Ред Хот Чили Пепърс. Групата бързо набира популярност в морската столица и взима участия в различни музикални прояви – Varna Fair 2015 и WILD CHILD Rock Fest 2015 – battle of the bands YOUTH, на който печелят първото място.
Предстоят им още концерти.
- Николай Костов, вокал
- Атанас Кюркчиев, бас
- Владимир Кръстев, барабани